# Globba talangensis
Globba talangensis är en enhjärtbladig växtart som beskrevs av A.Takano och Hiroshi Okada. Globba talangensis ingår i släktet Globba och familjen Zingiberaceae. Inga underarter finns listade i Catalogue of Life.